# Indicko-pákistánský konflikt 2025
Dne 7. května 2025 provedla Indie raketové údery na území Pákistánu v rámci Operace Sindúr (hindsky ऑपरेशन सिन्दूर, Ôparēśan Sindūr, anglicky Operation Sindoor). Cílem měly být teroristické infrastruktury skupin Laškar-e-Tajba a Džajš-e-Mohammed na území Pákistánu a v Pákistánem spravovaném Kašmíru. Pákistán však tvrdí, že útoky zasáhly civilní oblasti, včetně mešit, a zabily 26 civilistů, včetně jednoho dítěte. Pákistánský premiér Šáhbáz Šaríf označil indické útoky za „válečný akt“ a slíbil odvetu. Pákistán následně odpověděl protiúderem, při němž podle Indie zahynuli tři indičtí civilisté. Indie označila útok za reakci na útok v Pahalgámu, ke kterému došlo v indické části Džammú a Kašmíru. Ten si vyžádal životy především nemuslimských turistů – 26 indických občanů a jednoho Nepálce. Útok spáchala skupina The Resistance Front a Indie obvinila Pákistán z podpory útočníků, což Pákistán popřel. Podle Indie byly raketové útoky v rámci operace Sindoor zaměřeny na tábory a infrastrukturu militantních skupin Jaish-e-Mohammed a Lashkar-e-Taiba, přičemž cílem nebyly žádné pákistánské vojenské objekty. Podle Pákistánu byly indické údery zaměřeny na civilní oblasti, včetně mešit. Po těchto útocích došlo mezi oběma zeměmi k potyčkám na hranicích a útokům bezpilotních letounů. 10. května zahájil Pákistán odvetnou operaci s krycím názvem Operace Bunyan-un-Marsoos, o které tvrdil, že byla zaměřena na několik indických vojenských základen.  Indická armáda uvedla, že pákistánské odvetné údery byly zaměřeny na civilní oblasti, včetně hinduistických náboženských míst. V odvetě Indie také pokračovala v operaci Sindoor, čímž rozšířila svůj záběr tak, aby se zaměřila na pákistánská vojenská zařízení.  Tento konflikt znamenal první bitvu bezpilotních letounů mezi dvěma jaderně vyzbrojenými národy.
Po třech dnech konfliktu Indie i Pákistán oznámily, že bylo dohodnuto příměří po komunikaci na horké lince mezi oběma jejich DGMO, které vstoupilo v platnost 10. května od 17:00 IST / 16:30 PKT (11:30 UTC), přičemž rozhovory byly stanoveny na 12. května. Po uplynutí této lhůty se obě země vzájemně obvinily z porušení dohody o příměří.

## Pozadí
Kašmírský konflikt, který trvá od roku 1947, vyvolal několik válek a potyček mezi Indií a Pákistánem kvůli spornému regionu.  Dne 22. dubna 2025 zabil teroristický útok ozbrojenců poblíž Pahalgamu v Indií spravovaném Kašmíru 28 civilistů, většinou hinduistických turistů. K útoku se přihlásila Fronta odporu, odnož militantní organizace Laškar-e-Taiba, která je podporována Pákistánem ačkoli skupina později odpovědnost odmítla a uvedla, že byla hacknuta.  V důsledku toho Indie a Pákistán oznámily řadu akcí zaměřených na druhou stranu a zapojily se do vojenských konfliktů.

## Průběh konfliktu a pákistánská odpověď
V noci z 29. na 30. dubna 2025 se střetly čínské stíhačky čtvrté generace Chengdu J-10CE v pákistánských službách s francouzskými letouny Dassault Rafale, které má ve své výzbroji Indie. Výsledek je pro Západ velmi nepříjemný:[zdroj⁠?!] podle pákistánského ministra obrany Khawaja Asif, který o incidentu informoval dne 4. května 2025, čínské letouny sestřelily či „elektronicky“ zlikvidovaly pět Dassault Rafale. Čínské stíhačky vybavené pokročilými systémy elektronického boje a v Číně vyvinutými rušičkami téměř zlikvidovaly radarové a komunikační systémy Dassault Rafale. Čtyři stroje indického letectva donutily, aby se stáhly za indickou hranici a nouzově přistály ve městě Šrínagar. Úlomky nalezené na několika místech v Pákistánu pak naznačují, že nejméně jednu další francouzskou stíhačku pákistánští piloti sestřelili. Incident, který Indie nepotvrdila, vyvolal intenzivní debatu o schopnostech rychle se rozvíjejících čínských vojenských technologií a jejich potenciálu narušit západní systémy. V neposlední řadě se také holding Chengdu Aircraft Industry Group dočkal obrovského zhodnocení na burze – jeho akcie od 6.května 2025 přidaly bezmála čtyřicet procent.
V reakci na indické raketové útoky provedl Pákistán 7. května 2025 vlastní raketové údery na indickou část Kašmíru. Tvrdil, že sestřelil pět indických letadel – tři Dassault Rafale, jeden Suchoj Su-30, jeden MiG-29 – a také dron IAI Heron. Rovněž uvedl, že zničil velitelství indické brigády a jeden indický post v oblasti Dudhnial poblíž Linie kontroly (LoC). Indická vláda všechna tvrzení odmítla.
Některé zdroje uvádějí že se nad Indicko-pákistánskou hranicí měla odehrát největší letecká bitva moderních dějin a to v počtu 150 kusu nasazené letecké techniky tuto zprávu nelze nezávisle ověřit.[zdroj?]
Podle analytika Michaela Kugelmana překročila pákistánská odveta rozsah podobné eskalace z roku 2019 a konflikt tak dosáhl vyšší úrovně než kdykoli dříve od té doby.[zdroj?]
Byli zabiti 3 indičtí civilisté. Dle pákistánského premiéra je Pákistán připraven na příměří.

## Džajš-e-Mohammed
Teroristická skupina ohlásila, že ztratila přibližně 10 svých mužů.

## Reakce

### Česko
Ministerstvo zahraničních věcí ČR nedoporučuje návštěvy Kašmíru a Pandžábu a všem českým občanům radí registrovat se do aplikace DROZD.

### Írán
Ministr zahraničních věcí Íránu Abbás Araqchi při své návštěva Islamabádu uvedl, že není možná další eskalace konfliktu.

### Indie
Premiér Indie zrušil svojí zahraniční cestu do Chorvatska, Nizozemska a Norska. Během květnového napětí mezi Indií a Pákistánem bylo v Indii uzavřeno nejméně 25 letišť, včetně strategického Šrínagaru, kde civilní provoz zcela převzalo indické letectvo. Domácí dopravci jako Air India, IndiGo a SpiceJet zastavili lety v postižených oblastech. Mezinárodní aerolinky, např. Air France či Lufthansa, se vyhýbaly pákistánskému vzdušnému prostoru. Lety Turkish Airlines, Jazeera Airways a Kuwait Airways do Dháky byly přesměrovány. Malaysia Airlines a Batik Air upravily nebo pozastavily provoz v obou zemích. Malaysia Airlines zrušili všechny své lety do oblasti.

### Katar
Ministr zahraničních věcí uvedl, že je potřeba najít diplomatická řešení.

### OSN
Dle generálního tajemníka svět si nyní nemůže dovolit konflikt mezi Pakistán a Indií a je potřeba rychle vrátit příměří.

### Pákistán
Pákistánský vzdušný prostor byl uzavřen pro všechna letadla do 10. května 2025. Od té doby je znovu otevřen, ale s výjimkou indických letadel, která nadále nemají povolen přelet. Omezení přetrvává navzdory vyhlášenému příměří mezi Indií a Pákistánem. Mezinárodní letecké společnosti (kromě indických) už začaly obnovovat své trasy přes Pákistán, čímž se zkracují letové časy mezi Evropou a Asií.

## Příměří
Dne 10. května 2025 podepsaly Indie a Pákistán příměří zprostředkované USA. Konflikt začal po indickém útoku na údajné teroristické tábory v Pákistánu, v reakci na útok v Pahalgamu. Obě země se navzájem obviňují z porušení příměří a zároveň tvrdí, že zvítězily. Indie podmínila příměří zastavením podpory terorismu z pákistánského území. Po uzavření dohody byly hlášeny výbuchy, střelba a drony nad Srinagarem a oblastí Džammú a Kašmíru.